# The Four Pennies
The Four Pennies, brittisk popgrupp som fick en mindre hit 1964 med balladen "Juliet".

## Medlemmar
- Lionel Morton (född Lionel Walmsley 14 augusti 1941 i Blackburn) – sång, gitarr
- Fritz Fryer (född David Roderick Carney Fryer 6 december 1944 i Oldham, Lancashire – död 2 september 2007 i Lissabon, Portugal) – gitarr (1962–1965)
- Alan Buck (född 7 april 1943 i Brierfield, Burnley, Lancashire – död mars 1994) – trummor
- Mike Wilsh (född Michael Wilshaw 21 juli 1945 i Stoke-on-Trent, Staffordshire) – basgitarr, keyboard, sång
- David Graham (från Reading, Berkshire) – gitarr (1965–1966)

## Diskografi
Album
- Two Sides of The Four Pennies (1964) (UK #13)

Singlar
- "Do You Want Me To" / "Miss Bad Daddy" (1964) (UK #47)
- "Juliet" / "Tell Me Girl" (1964) (UK #1)
- "I Found Out The Hard Way" / "Don't Tell Me You Love Me" (1964) (UK #14)
- "Black Girl" / "You Went Away" (1964) (UK #20)
- "The Way of Love" / "A Place Where No One Goes" (1965)
- "Until It's Time For You To Go" / "Till Another Day" (1965) (UK #19)
- "Trouble Is My Middle Name" / "Way Out Love" (1966) (UK #32)
- "Keep The Freeway Open" / "Square Peg" (1966)
- "No More Sad Songs For Me" / "Cats" (1966)